# Royal Racing Club Hamoir
Maillots
Actualités
Dernière mise à jour : 6 août 2018.
Le Royal Racing Club Hamoir est un club de football belge basé à Hamoir. Le club évolue en 2018-2019 en Division 2 Amateur. C'est sa 14e saison dans les séries nationales, dont 3 ont été disputées au troisième niveau.

## Histoire
Un premier club portant le nom de Racing Club Hamoir est fondé dans la localité en 1931. Il s'affilie à l'Union Belge le 7 avril 1931 et reçoit le matricule 1725. Le club joue une décennie dans les séries régionales. Le 21 janvier 1941, il cesse ses activités et démissionne de la Fédération. Quelques mois plus tard, le 1er août 1941, un nouveau club portant le même nom est créé à Hamoir. Il s'affilie à l'Union Belge le 15 octobre 1941 et reçoit le matricule 3114.
Le club reste durant plus d'un demi-siècle dans les séries régionales et provinciales liégeoises. Le 1er décembre 1981, il est reconnu « Société Royale » et adapte son nom en Royal Racing Club Hamoir, changement qui devient officiel le 1er juillet de l'année suivante. En 2005, le club décroche le titre en première provinciale et monte pour la première fois de son Histoire en Promotion, la quatrième division nationale. Il s'adapte rapidement et commence le championnat en force, remportant le classement de la première tranche. Il rentre ensuite dans le rang et termine finalement huitième. Il est toutefois qualifié pour le tour final, où il est éliminé dès le premier tour par le SK Lebeke-Alost. La saison suivante, il fait la course en tête et remporte le titre dans sa série, s'ouvrant ainsi les portes de la Division 3 après seulement deux saisons en Promotion.
La première saison du RRC Hamoir en troisième division est réussie et le club termine à la septième place, largement à l'abri de la zone dangereuse. La saison 2008-2009 est plus difficile pour le club qui doit lutter pour son maintien durant tout le championnat. Finalement, il termine en position de barragiste et doit disputer le tour final de Promotion pour conserver sa place en Division 3. Il est battu dès son entrée en lice par le KVK Ypres et redescend en Promotion après deux saisons en troisième division. Il s'installe alors dans le milieu de classement pour plusieurs années, à l'abri de la lutte contre la relégation mais sans parvenir à décrocher une qualification pour le tour final avant la saison 2014-2015. Il remporte cette mini-compétition et accède ainsi à la Division 3. Le club y réalise une bonne saison, terminant huitième mais à cause de la réforme du football national décidée pour la saison suivante, il est tout de même relégué d'un niveau dans la hiérarchie.
Après vingt années consécutives prestées dans les divisions nationales, le club termine à la 15e place sur 16 équipes de la division 3 ACFF de la saison 2024-2025 et descend en séries provinciales.

## Résultats dans les divisions nationales
Statistiques mises à jour le 22 mai 2023 (terme de la saison 2022-2023)

### Palmarès
- 1 fois champion de Belgique de Promotion en 2007.

### Bilan
| Niv | Divisions     | Jouées | Titres | TM Up | TM Down |
| --- | ------------- | ------ | ------ | ----- | ------- |
| I   | 1re nationale | 0      | 0      |       |         |
| II  | 2e nationale  | 0      | 0      |       |         |
| III | 3e nationale  | 3      | 0      |       | 1       |
| IV  | 4e nationale  | 16     | 1      | 2     |         |
| V   | 5e nationale  | 1      | 0      |       |         |
|     |               |        |        |       |         |
|     | TOTAUX        | 20     | 1      | 2     | 1       |

- TM Up : test-match pour départager des égalités, ou toutes formes de Barrages ou de Tour final pour une montée éventuelle.
- TM Down : test-match pour départager des égalités, ou toutes formes de Barrages ou de Tour final pour le maintien.

### Classements
| Ordre               | Saison  | Nom du club  | Niveau                  | Classement final | Remarques                            |
| ------------------- | ------- | ------------ | ----------------------- | ---------------- | ------------------------------------ |
| séries provinciales |         |              |                         |                  |                                      |
| 1                   | 2005-06 | R. RC Hamoir | Promotion série D       | 8e/16            | Tour final!                          |
| 2                   | 2006-07 | R. RC Hamoir | Promotion série D       | 1er/16           | Champion et promu!                   |
| 3                   | 2007-08 | R. RC Hamoir | Division 3 série B      | 7e/16            |                                      |
| 4                   | 2008-09 | R. RC Hamoir | Division 3 série B      | 14e/16           | Relégué après barrages!              |
| 5                   | 2009-10 | R. RC Hamoir | Promotion série D       | 9e/16            |                                      |
| 6                   | 2010-11 | R. RC Hamoir | Promotion série D       | 7e/16            |                                      |
| 7                   | 2011-12 | R. RC Hamoir | Promotion série D       | 6e/16            |                                      |
| 8                   | 2012-13 | R. RC Hamoir | Promotion série D       | 7e/16            |                                      |
| 9                   | 2013-14 | R. RC Hamoir | Promotion série D       | 11e/16           |                                      |
| 10                  | 2014-15 | R. RC Hamoir | Promotion série D       | 4e/16            | Promu via tour final!                |
| 11                  | 2015-16 | R. RC Hamoir | Division 3 série B      | 8e/19            | Relégué!                             |
| 12                  | 2016-17 | R. RC Hamoir | Division 2 Amateur ACFF | 5e/16            |                                      |
| 13                  | 2017-18 | R. RC Hamoir | Division 2 Amateur ACFF | 5e/16            |                                      |
| 14                  | 2018-19 | R. RC Hamoir | Division 2 Amateur ACFF | 3e/16            |                                      |
| 15                  | 2019-20 | R. RC Hamoir | Division 2 Amateur ACFF | 5e/16            |                                      |
| 16                  | 2020-21 | R. RC Hamoir | Nationale 2 ACFF        | N/A              | saison annulée en raison du Covid-19 |
| 17                  | 2021-22 | R. RC Hamoir | Nationale 2 ACFF        | 8e/16            |                                      |
| 18                  | 2022-23 | R. RC Hamoir | Nationale 2 ACFF        | 11e/18           |                                      |
| 19                  | 2023-24 | R. RC Hamoir | Nationale 2 ACFF        | 17e/18           | Relégué                              |
| 20                  | 2024-25 | R. RC Hamoir | Nationale 3 ACFF        | 15e/16           | Relégué                              |
| séries provinciales |         |              |                         |                  |                                      |

## Anciens entraîneurs
- 2009-2010 :  Luc Eymael